# Halo (optika)
Haló je pogost optični pojav v ozračju, ki nastane zaradi loma in odboja sončne ali lunine svetlobe na ledenih kristalih, ki se navadno nahajajo v višjih legah ozračja. Pod tem imenom razumemo več pojavov, ki jih opazimo na nebu, med drugim krožni 22° halo, svetlobne stebre ter parhelij. Na nebu jih prepoznamo kot svetle obroče, loke ali zgolj lise, ki se najpogosteje nahajajo v bližini položaja Sonca na nebu, lahko pa tudi na drugih straneh neba.

## Nastanek halojev
Vsi haloji so posledica loma in odboja sončne ali druge svetlobe na ledenih kristalih različnih oblik v ozračju. Ledeni kristali, ki botrujejo nastanku halojev, se navadno nahajajo v cirusih, 5-10 km nad Zemljinim površjem, ob hladnem vremenu pa jih najdemo tudi nižje. Kristali ledu različnih, a značilnih oblik usklajeno lomijo in odbijajo svetlobo v določenih smereh, kar opazimo kot svetle lise na nebu. V cirusu se nahaja na milijone kristalčkov in vsakega od njih lahko po lomu svetlobe obravnavamo kot izvor svetlobe na nebu. 

### Ledeni kristali
Vodni led na Zemlji in nad njenim površjem je skoraj izključno heksagonalni led. To pomeni, da se molekule vode v ledu uredijo v šestkotno obliko. Ko kristali ledu rastejo, v povprečju obdržijo šestkotno obliko in večina ledenih kristalov v ozračju ima obliko šestkotne prizme. Zato imajo vsi kristali na nebu v povprečju enake kote med ploskvami: 120° med ploskvami plašča šestkotne prizme in 90° med osnovnima ploskvama ter stranskimi ploskvami. Ledeni kristali niso vsi enakih dimenzij - nekateri so bolj podolgovati, drugi pa bolj sploščeni, vsem pa so skupni omenjeni koti. Oblika kristalov je pomembna za lom svetlobe, saj bi se v kristalu drugačne oblike svetloba lomila v drugi smeri in haloji bi bili drugačnih oblik. 
Pri lomu svetlobe za opazovalca ni pomembna zgolj oblika kristala, pač pa tudi njegova orientacija. Različno obrnjeni kristali lomijo vpadno sončno svetlobo v različnih smereh. Pogosto pride do skupinske ureditve ledenih kristalov podobnih oblik pod vplivom različnih sil (sila zračnega upora, gravitacijska sila), ki na njih delujejo v ozračju. Kristali različnih oblik se pod vplivom zunanjih sil različno orientirajo. Primer je ureditev podolgovatih kristalov pod vplivom gravitacijske sile Zemlje, ko se, zaradi nasprotne sile zračnega upora, podolgovati ledeni kristali orientirajo z glavno rotacijsko osjo proti površju Zemlje, ploščati pa padajo z veliko ploskvijo obrnjeno proti tlom, podobno kot listi z drevesa. Ta značilna ureditev orientacije ploščatih kristalov je razlog za pojav parhelija. Na podoben način kot gravitacija lahko v druge smeri kristale orientirajo zračni tokovi.
Vsi ledeni kristali na nebu ne vodijo do halojev. Če so ledeni kristali premajhni, to je manjši od 0,01 mm, se večina svetlobe ukloni in haloji so bodisi zelo šibki ali popolnoma neopazni. Za nastanek halojev so najbolj ugodni kristali velikosti med 0,05-0,1 mm, ki so še dovolj majhni, da so še pravilnih oblik. Z rastjo kristala nad 1 mm postajajo oblike kristalov vedno manj heksagonalne, kristali pa so zaradi večje mase tudi čedalje manj urejeni. Na ta način tudi velikost kristala omejuje nastanek halojev.

## Pogosti haloji

### 22° halo
22° halo je najpogostejši izmed vseh halojev in je celo pogostejši atmosferni optični pojav kot mavrica. Na nebu ga opazimo kot svetel obroč, ki na kotni razdalji 22° stopinj obkroža Sonce. 
22° haloji so opazni po vsem svetu in skozi vse leto. Ne glede na položaj Sonca, so krožni haloji vedno enake velikosti na nebu, vendar pa ni nujno, da je vedno viden celoten krožni obroč. Halo lahko zamešamo s korono, ki je prav tako vidna kot obroč okoli (delno) zastrtega Sonca. Vendar je korona mnogo manjša in posledica uklona svetlobe na kapljicah vode v atmosferi.  
22° halo pa ne nastane nujno zaradi sončne svetlobe. Opazimo ga lahko tudi ponoči ob lunini svetlobi, še posebej v času polne lune in hladnega vremena. Ob dovolj hladnem vremenu lahko halo opazimo tudi ob uličnih svetilkah, če je le dovolj ustreznih ledenih kristalčkov v ozračju.

#### Nastanek
22º halo je najpogostejši, saj je posledica loma na ledenih kristalih, ki nimajo preferenčne smeri orientacije. Ključno je, da so osi kristalov približno pravokotne na sončne žarke. Takrat žarki prehajajo skozi stranske ploskve heksagonalnih kristalov in lomijo svetlobo, ki jo zaznamo kot halo.  
Pri takem prehodu je izstopni kot žarka glede na vstopnega nekje med 22° in 50°. Največ kristalov je orientiranih tako, da so izstopni žarki lomljeni za 22° glede na vstopne, zato z očesom zaznamo najsvetlejšo svetlobno liso ravno 22° proč od Sonca. Ker se noben žarek ne mora lomiti pod manjšim kotom, je notranja meja 22° haloja ostra. Zaradi disperzije (različnih lomnih količnikov različnih valovnih dolžin svetlobe), je notranji rob haloja rdeče obarvan, z oddaljevanjem od Sonca preide preko rumene in zelene v modro barvo.

### Sončni psi
Sončni psi ali parhelij je halo, ki ga na nebu pogosto opazimo skupaj z 22° krožnim halojem. Opazen je kot dve močnejši svetlobni lisi s podaljškoma v horizontalni legi krožnega haloja. Pogosto sta ti dve lisi, poimenovani sončni psi, veliko bolj opazni na nebu, kot pa sam krožni halo. 
Kot 22° halo je tudi parhelij opazen po celem svetu in ob vseh urah dneva, vendar je bolj verjetno, da ga bomo opazili ob sončnem vzhodu ali zahodu. Poleg tega je pogosteje opažen v zimskem času oziroma v hladnejših podnebjih bližje zemeljskim polom. Tudi sončne pse lahko povzroči mesečina, kar se po analogiji imenuje lunini psi.

#### Nastanek
Parhelij je navadno posledica loma svetlobe na močno ploščatih šestkotnih prizmah, obrnjenih tako, da so njihove osnovne ploskve horizontalne. Sončni žarki vpadajo skozi stranske ploskve takšne ploščate prizme in se v njej dvakrat lomijo. Ko prizmo zapustijo, so žarki nagnjeni najmanj 22° glede na vstopni žarek. 
Šestkotne prizme se pod vplivom gravitacijske sile obrnejo vzporedno s horizontom opazovalca, zato bo ta opazil zgolj svetlobo, lomljeno na kristalih, ki se nahajajo na enaki višini nad obzorjem kot Sonce. Iz istega razloga je parhelij tem bolje viden tem nižje je Sonce - torej pri sončnem vzhodu ali zahodu. Tedaj se sončni psi nahajajo tudi najbližje položaju Sonca, to je na kotni razdalji 22° in so videti kot podaljški morebitnega 22° haloja. Ob ostalih urah dneva lahko opazimo sončne pse, ki se nahajajo nekoliko dlje od Sonca. Včasih je opaziti, da imajo sončni psi nekoliko bolj rdeč notranji rob, kar je posledica disperzije svetlobe pri dvokratnem lomu v prizmi. Ker je lomni količnik ledu za rdečo svetlobo (valovna dolžina 660 nm, n = 1,306) nekoliko manjši od lomnega količnika za zeleno (valovna dolžina 550 nm, n = 1,311) in modro svetlobo (valovna dolžina 410 nm, n = 1,317) se svetloba različnih barv lomi pod različnimi koti, pri čemer je kot za rdečo svetlobo najmanjši.

### Svetlobni steber
Svetlobni steber je halo, ki ga na nebu opazimo kot svetlo liso, ki se razteza navpično pod ali nad Soncem. Razlog za njegov nastanek so ledeni kristali, ki niso nujno visoko v ozračju, saj ga lahko opazimo že ob drobnem snegu.
Navadno opazovalec kot svetlobni steber zazna svetlobo Sonca po odboju na ploščatih kristalih v ozračju. Ker gre za odboj, se valovna dolžina - in s tem barva - vpadne svetlobe ne spremeni, zato svetlobne stebre vedno vidimo v enaki barvi kakor Sonce ob tisti uri dneva. Svetlobne stebre opazimo, kadar je Sonce nizko nad ali malo pod obzorjem. 

#### Nastanek
Svetlobni steber nastane zaradi odboja svetlobe na zunanji ploskvi nagnjenih ledenih kristalov. Kristali niso nujno pravilnih heksagonalnih oblik kot pri ostalih vrstah haloja, imeti morajo le eno pravilno obrnjeno ravno ploskev. Kadar imajo kristali obliko pravilne šestkotne prizme, del svelobe vstopi vanje skozi stransko ploskev in po lihem številu odbojev od osnovnih ploskev prizme izstopi skozi nasprotno stransko ploskev. Ker je lom pri vstopu in izstopu enak, so svetlobni stebri barve sonca in ne ločimo posameznih valovnih dolžin svetlobe kot pri mavrici in drugih vrstah haloja.
Svetlobni steber je sestavljen iz spodnjega in zgornjega stebra. Spodnji se nahaja pod soncem in je najbolje viden, kadar je sonce nekaj stopinj nad obzorjem. Bolj kot se sonce spušča, šibkejši postaja spodnji steber in močnejši postaja zgornji steber, ki se nahaja nad soncem. Slednji je zelo svetel tudi takrat, ko je sonce pod obzorjem. Svetlost stebra se spreminja, ker je večina ledenih kristalov obrnjena s ploskvami vzporedno s tlemi, zato se več žarkov od njih odbije, ko jih Sonce obsije pod večjim kotom.
Svetlobne stebre lahko poleg sončne svetlobe povzroči tudi sij Lune ali Venere, ob nizkih temperaturah pa jih lahko opazimo tudi nad močno osvetljenimi urbanimi središči.

### Sončni lok
Sončni ali tangentni lok je halo v obliki loka, ki se pojavi direktno nad ali pod soncem in se tangentno dotika 22º haloja. Pojavi se, kadar je sonce manj kot 29º nad obzorjem. Ko se sonce dvigne nad mejo 29º, se zgornji in spodnji lok združita v en sam halo, ki očrta 22º krožni halo. Kadar je sonce nižje od 22º, spodnjega loka ni mogoče opaziti, razen z gora ali iz letala. 

#### Nastanek
Sončni lok nastane, kadar se v cirusih izoblikujejo paličasti ledeni kristali, ki so obrnjeni z daljšo simetrijsko osjo horizontalno. Svetloba vpade skozi stransko ploskev kristala, se lomi in ga zapusti skozi drugo stransko ploskev, nagnjeno za 60º glede na vstopno ploskev. Najmanjši možni kot odklona po dveh lomih je 22º, zaradi česar se sončni lok dotika 22º haloja. Ker pa se svetloba lahko ukloni tudi pod večjimi koti, se izoblikuje značilna oblika loka, ki spominja na galebje peruti.